# Battle of Santiago Bay
Pour plus de détails, voir Fiche technique et Distribution.
Battle of Santiago Bay est un film muet américain en noir et blanc, réalisé par James Stuart Blackton, sorti en 1898. Le film est une évocation de la bataille de Santiago de Cuba, la plus grande bataille navale de la guerre hispano-américaine dans l'océan Atlantique.

## Synopsis
Le 3 juillet 1898 a lieu la bataille de Santiago de Cuba, qui opposa la flotte espagnole de l'amiral Pascual Cervera y Topete et des bâtiments de l'US Navy de l'escadre de l'Atlantique Nord du vice-amiral William T. Sampson et du Flying Squadron du commodore Winfield Scott Schley (en), et qui vit la destruction de l'escadre espagnole des Caraïbes...

## Fiche technique
- Titre : Battle of Santiago Bay
- Réalisation : James Stuart Blackton
- Société de production :
- Distribution :
- Langue : film muet avec les intertitres en anglais
- Format : Noir et blanc — 35 mm — 1,33:1 — Muet
- Genre : Film de guerre
- Durée : 2 minutes
- Dates de sortie ;
  -  États-Unis : 1898